# Synagoga w Besançon
Synagoga w Besançon – synagoga wybudowana w 1869, posiada od 1984 status zabytku. 

## Historia
Gmina żydowska w Besançon istniała przez krótki czas w XIV stuleciu, następnie została zmuszona do opuszczenia miasta. Zniszczony został również powstały w tym okresie cmentarz żydowski. Żydzi na nowo pojawili się na jego terenie w czasie rewolucji francuskiej. Byli to w większości uciekinierzy z Alzacji, w której w końcu XVIII wieku miała miejsce seria pogromów. W 1792 Żydzi z Besançon otrzymali prawo korzystania z opuszczonego klasztoru kordelierów jako synagogi, jednak już rok później lokalny dziennik jakobiński la Vedette zaatakował ich przywiązanie do religii i sprawił, że władze miasta zabroniły im publicznego sprawowania kultu. 
W 1831 rabin Jacques Auscher założył pierwszą synagogę, zaprojektowaną przez architekta miejskiego Marnotte'a, przy dzisiejszej ulicy Madeleine. Szybko stała się ona jednak za mała. W październiku 1865 gmina wykupiła teren przy ulicach Moranda i Proudhona, jednak projekt budowy synagogi został storpedowany przez właścicieli sąsiednich gruntów. Władze miasta przekazały wówczas grunt przy niedawno powstałym Bulwarze Napoleona (obecnie Bulwar Strasbourg). 
Pierwszy przygotowany projekt, w stylu neokolasycystycznym, którego autorem był ponownie Marnotte, został uznany za zbyt wystawny przez władze miasta, które zaakceptowały dopiero drugą wersję wyglądu synagogi. Całość prac budowlanych kosztowała ponad 145 tys. franków, z czego 10 tys. przekazały władze państwowe, zaś 70 tys. zebrano z dobrowolnych wpłat członków gminy. Resztę kosztów pokryto z kredytu. Otwarcie synagogi, sfinansowane przez bankiera Veil-Picarda (który wcześniej wpłacił 20 tys. franków na budowę), było wielką uroczystością, połączoną z bezpłatnym obiadem dla ubogich rodzin katolickich i protestanckich z Besançon. 
W czasie II wojny światowej synagoga nie doznała strat. 

## Architektura
Synagoga reprezentuje styl mauretański, z charakterystycznymi motywami geometrycznymi w obramowaniach okien i płaskorzeźbach oraz z niewielkimi kopułami w dwóch narożnikach czworobocznego budynku oraz jedną większą, położoną ponad fasadą. Ostrołukowe okna synagogi wypełna zespół 24 witraży. 
Wejście do synagogi prowadzi przez portal i przedsionek, z którego schody prowadzą na galerię dla kobiet. Galerię otacza ozdobna drewniana balustrada. 
We wnętrzu zachował się oryginalny Aron ha-kodesz, malowany na czerwono i żółto, o kształcie nawiązującym do sztuki orientalnej. Zwoje Tory przechowywane w synagodze przetrwały II wojnę światową ukryte w katolickim kościele św. Magdaleny z inicjatywy arcybiskupa Dubourga oraz proboszcza Remilleta. 
Teren synagogi otacza zabytkowy metalowy płot. 